# Urinetown
Urinetown is een van oorsprong Amerikaanse, satirische komische musical uit 2001 met liedteksten van Mark Hollmann en Greg Kotis, muziek van Mark Hollmann en scenario van Greg Kotis. Naast de komische uitwerking van het scenario en de liedjes bevat de musical talloze verwijzingen naar bestaande musicals, zoals Chicago, West Side Story en vooral Les Misérables. Het oorspronkelijke idee voor deze musical is ontstaan toen Greg Kotis als student in de jaren 90 door Europa trok en merkte dat het in Europa gebruikelijk is om te betalen voor het gebruik van openbare toiletten. In 2009 was de musical voor het eerst te zien in Nederland, in het eigen theater van producent M-Lab in Amsterdam. Van 15 oktober 2010 t/m 13 maart 2011, was de productie opnieuw in Nederland te zien, echter nu in 60 theaters in het gehele land.

## Broadwayproductie
Na een off-Broadway start ging de Broadwayproductie op 20 september 2001 in première. Na 25 try-outs en 965 uitvoeringen beleefde deze productie haar laatste voorstelling op 18 januari 2004. Van deze productie is een album verschenen. De belangrijkste rollen werden vertolkt door:
- Officer Lockstock - Jeff McCarthy
- Little Sally - Spencer Kayden
- Bobby Strong - Hunter Foster, later overgenomen door Tom Cavanagh
- Caldwell B. Cladwell - John Cullum
- Hope Cladwell - Jennifer Laura Thompson
- Penelope Pennywise - Nancy Opel

Deze productie werd genomineerd voor tien Tony Awards en won er drie:
- Best Director (John Rando)
- Best Original Score (Mark Hollmann and Greg Kotis)
- Best Book of a Musical (Greg Kotis)

In 2003 is de musical in de Verenigde Staten gaan toeren.

## Producties in Europa
In Duitsland zijn twee producties van Urinetown te zien geweest:
- Duitstalige productie in Berlijn met als titel Pinkelstadt, die op 7 oktober 2004 in première ging.
- Engelstalige productie in Stuttgart, die in februari 2006 in première ging.

## Nederlandstalige productie

### M-Lab 2009
Gezien de onaantrekkelijke titel en de absurde uitgangspunten (zie verhaal) lijkt Urinetown geen musical die wordt gebracht door grote producenten. De Amsterdamse theaterproducent M-Lab heeft zich juist tot doel gesteld dergelijke opvallende producties naar Nederland te halen. Toen voorjaar 2009 bekend werd dat M-Lab in september 2009 Urinetown zou brengen met bekende musicalacteurs als René van Kooten, Suzan Seegers en Jamai Loman, ontstond een run op de kaartverkoop waardoor de speelperiode met één week werd verlengd. Na één try-out op 9 september ging op 10 september de Nederlandstalige productie in première. Op 4 oktober 2009 vond de laatste voorstelling plaats. Tijdens het Musical Award Gala 2009 was een voorproefje uit Urinetown te zien, waarbij ook de Nederlandse titel Zeikstad werd vermeld. De musical was na dit optreden zo goed als uitverkocht. 

### Reizende productie 2010
Op 1 februari 2010 werd bekend dat in het seizoen 2010-2011 Urinetown opnieuw in Nederland te zien zou zijn, nu als reizende productie. De première hiervan vond plaats op 28 oktober 2010 in het Oude Luxor Theater in Rotterdam. Drie van de vier hoofdrolspelers uit 2009, René van Kooten, Suzan Seegers en Jamai Loman, waren ook in 2010 weer te zien in deze musical. De vierde hoofdrol, Lot Kleinhart, werd gespeeld door Renée van Wegberg. Zij verving Noortje Herlaar vanwege haar hoofdrol in de musical Mary Poppins. De productie was een samenwerkingsverband van Opus One, Joop van den Ende Theaterproducties en M-Lab.

### Tourversie 2017
Op 13 november 2016 maakte Joint Venture Productions bekend dat de succesvolle off-Broadwaymusical in het seizoen 2017/2018 opnieuw in Nederland opgevoerd zou worden. De voorstelling werd echter voor de première geannuleerd.

### Rolverdeling
| Rol                                  | 2009 (M-Lab)                  | 2010 (Tourversie)               |
| ------------------------------------ | ----------------------------- | ------------------------------- |
| Agent Knuppel                        | René van Kooten               | René van Kooten                 |
| Kleine Eefje                         | Suzan Seegers                 | Suzan Seegers                   |
| Bobbie Goud                          | Jamai Loman                   | Jamai Loman, Yoran de Bont      |
| Reinhard W. Kleinhart                | Han Oldigs                    | Fred Butter                     |
| Lot Kleinhart                        | Noortje Herlaar               | Renée van Wegberg               |
| Winniefred Grijpstuivers             | Frédérique Sluyterman van Loo | Ellis van Laarhoven             |
| Jozef Goud / Minister Depp           | Zjon Smaal                    | Rop Verheijen                   |
| Jozefien Goud / Dr. Cleausette       | Roosmarijn van Bohemen        | Roosmarijn van Bohemen          |
| Sippe Suus / Secretaresse Kleinhart  | Anouk Roolker                 | Chiara Re                       |
| Elsje Fiederelsje / Mevr. Millennium | Tibisay Mercera               | Kristel Constant                |
| Meneer v.d. Valk / Hakmes Harrie     | Michael Muller                | Mitch Wolterink                 |
| Agent Hoenderhok / Abeltje           | Florens Eykemans              | Yoran de Bont, Florens Eykemans |

Van zowel de M-Labversie als de tourversie werd de vertaling en regie verzorgd door Jurrian van Dongen, de muzikale leiding en arrangementen door Menno Theunissen en de choreografie door Daan Wijnands. De rol van Jamai Loman is begin 2011 vele malen overgenomen door Yoran de Bont, omdat Loman kampte met stemproblemen. In die periode werd Agent Hoenderhok opnieuw gespeeld door Florens Eykemans.

### Prijzen
De M-Lab productie in Amsterdam uit 2009 werd genomineerd voor acht John Kraaijkamp Musical Awards, waarvan er vier konden worden verzilverd:
- Suzan Seegers: beste vrouwelijke hoofdrol kleine musical
- Noortje Herlaar: aanstormend talent
- Daan Wijnands: choreografie en enscenering
- Jurrian van Dongen: beste vertaling/bewerking

## Verhaal

### Akte I
Agent Knuppel en Kleine Eefje (beiden vertellers) leggen uit dat door een 20-jarige droogteperiode er een ernstig tekort aan water is, waardoor gebruik van eigen wc is verboden. In plaats daarvan moet iedereen, tegen hoge betaling, zijn behoefte doen in openbare toiletten, die worden beheerd door de machtige organisatie Pies in Harmonie. Iemand die zich hier niet aan houdt, wordt verbannen naar de strafkolonie Zeikstad. Mensen die hiernaartoe gestuurd worden keren echter niet meer terug.
Het smerigste openbaar toilet, waar desondanks lange rijen voor staan, wordt geleid door de rechtlijnige Winniefred Grijpstuivers, geassisteerd door de jonge Bobbie Goud. Een meisje, dat later Lot Kleinhart blijkt te zijn, komt aanlopen en vraagt Bobbie de weg naar het kantoor van Pies in Harmonie. Moeilijkheden ontstaan als mevrouw Grijpstuivers niet ingaat op het verzoek van Bobbies vader om gratis van het toilet gebruik te maken. De oude man gebruikt dan maar de straat als urinoir en wordt gearresteerd door Knuppel en geëscorteerd naar de strafkolonie.
Het verhaal verplaatst zich naar de kantoren van Pies in Harmonie waar Reinhard W. Kleinhart directeur is. Zijn mooie dochter Lot begint daar vandaag op kantoor als fax/kopieermeisje. Zij ontmoet opnieuw Bobbie Goud en vanaf die ontmoeting vallen ze voor elkaar. Samen bezingen ze hun hoop op een nieuwe wereld.
Knuppel en Kleine Eefje bespreken Zeikstad. Als Eefje vraagt wat dat is, zegt Knuppel dat zijn macht ligt in zijn mysterieuze voorkomen.
De volgende dag worden de duimschroeven van de burgers verder aangedraaid en Bobbie besluit de deuren van het toiletgebouw te openen, ondanks de protesten van mevrouw Grijpstuivers. Kleinhart neemt hier kennis van en wil Bobbie straffen. Tegen zijn dochter, die zich zorgen maakt over Bobbie, zegt hij dat je moet zorgen dat je in het leven beter een winnaar kan zijn dan een slachtoffer. Bij het toiletgebouw zijn meerdere mensen in opstand gekomen en hier komt Kleinhart samen met agenten aan om Bobbie op te pakken. Bobbie ontmoet Lot opnieuw en begrijpt nu dat Kleinhart Lots vader is, waarna de rebellen Lot ontvoeren naar een geheime plaats in de, natuurlijk droogstaande, riolen.

### Akte II
Door de ontvoering van Lot kan Bobbie vluchten en komt uiteindelijk ook terecht bij de rebellen, die Lot willen doden vanwege haar misdadige vader. Bobbie kan dit voorkomen door de rebellen te wijzen op hun missie, alhoewel de strijd lang kan duren.
Mevrouw Grijpstuivers vindt Bobbie en verzoekt hem mee te gaan naar het kantoor van Kleinhart. Bobbie gaat mee, nadat de rebellen gezegd hebben dat ze Lot zullen vermoorden als Bobbie wat overkomt. Grijpstuivers wordt boos en zweert dat Bobbie wordt verbannen naar Zeikstad als er wat met Lot gebeurt. Bobbie neemt afscheid van Lot en gaat met Grijpstuivers mee.
Op kantoor biedt Kleinhart Bobbie een koffer met geld en een vrijgeleide aan als hij kan zorgen dat Lot ongedeerd terugkomt en de burgers zich conformeren aan de strengere wetten. Bobbie weigert en verzoekt om vrije toegang tot de toiletten voor iedereen. Kleinhart verzoekt agenten om Bobbie naar Zeikstad te escorteren, maar mevrouw Grijpstuivers waarschuwt Kleinhart dat dan zijn dochter gevaar loopt. Kleinhart negeert haar waarschuwing en laat haar ook arresteren. Zij weet te ontvluchten en gaat naar Lot en de rebellen. Op datzelfde moment wordt Bobbie binnen het kantoorgebouw naar boven gedirigeerd en op het dak van deze wolkenkrabber leert Bobbie de waarheid kennen: er bestaat geen Zeikstad, iedereen die weg wordt gevoerd wordt vermoord. Agent Knuppel en een collega gooien Bobbie van het dak af.
Kleine Eefje is getuige en hoort Bobbies laatste woorden. In shock keert ze terug naar de plek waar Lot wordt vastgehouden. Ze vertelt Bobbies laatste woorden aan Lot en de rebellen willen ten strijde trekken, maar allereerst Lot vermoorden. Mevrouw Grijpstuivers komt binnen en smeekt de rebellen om Lot met rust te laten en haar in plaats van Lot te gijzelen, omdat ze Lots moeder is. Door deze onverwachte wending schrikken de rebellen terug. Grijpstuivers bevrijdt Lot en verklaart dat Kleinhart en zij vroeger geliefden waren. Eenmaal bevrijd overtuigt Lot de rebellen dat zij de revolutie moet leiden en de groep, inclusief mevrouw Grijpstuivers vertrekt naar de kantoren van Kleinhart, waarbij enkele slachtoffers vallen bij de autoriteiten.
Kleinhart wordt gevangengenomen. Lot verbant haar vader naar Zeikstad en wordt naar het dak geleid en ervanaf gegooid. Lot belooft eenieder dat het tijdperk van vrees voorbij is en mensen vrij zijn om te plassen waar ze maar willen en zo vaak als ze maar willen. Kleinharts beheerorganisatie wordt hernoemd naar de In Memoriam Bobbie Goud Toiletdienst, ter nagedachtenis aan hem.
De nieuwe vrijheid is echter van korte duur. De zeer beperkte watervoorziening verdwijnt helemaal, waardoor een groot deel van de bevolking sterft van dorst. Agent Knuppel weet dat Lot een vreselijke dood zal sterven vanwege haar bemoeienis voor haar verkeerd uitgepakt ingrijpen in de watervoorziening. Hij voegt hieraan toe, dat de overlevenden nu in een stad leven die heel veel lijkt op het door hen gevreesde en vervloekte Zeikstad.

## Liedjes

### Broadwayproductie
Akte I
- Overture – Orkest
- Too Much Exposition - Lockstock
- Urinetown – Ensemble
- It's a Privilege to Pee – Pennywise
- It's a Privilege to Pee (Reprise) – Lockstock
- Mr. Cladwell – Cladwell, Hope en personeel beheerorganisatie
- Cop Song – Lockstock en agenten
- Follow Your Heart – Hope en Bobby
- Look at the Sky – Bobby en de rebellen
- Don't Be the Bunny – Cladwell en personeel beheerorganisatie
- Act One Finale – Bobby, Cladwell, Hope en ensemble

Akte II
- What is Urinetown? – Bobby, Cladwell, Little Sally, Lockstock en de rebellen
- Snuff That Girl – Rebellen
- Run, Freedom, Run! – Bobby en de rebellen
- Follow Your Heart (Reprise) – Hope
- Why did I Listen to that Man? – Bobby, Hope, Pennywise, Lockstock
- Tell Her I Love Her – Little Sally en Bobby
- We're Not Sorry – Little Sally en ensemble
- We're Not Sorry (Reprise) – Cladwell en Pennywise
- I See a River – Hope en ensemble

### Nederlandse productie
Akte I
- Ouverture
- Zeikstad
- De plicht zolang je piest
- Reinhard Kleinhart
- Politielied
- Volg je hart
- Kijk naar de lucht
- Wees nooit het haasje
- Pauzefinale

Akte II
- Zeikstad is geen plek
- Maak haar af
- Sta op en loop!
- Waarom vertrouwde ik die man?
- Zeg haar de waarheid
- Nergens spijt van
- Ik zie het water

'14-'18 · '40-'45 (België) · '40-'45 (Nederland) · 1830 · De 3 Biggetjes · 3 Musketiers · Aida · Albert I · Alice in Wonderland · A xXxmas Carola · Anatevka · Assepoester · Belle en het Beest · Billie Holiday · Bloedbroeders · The Bodyguard · Cabaret · Camelot · Cats · Chicago · Ciske de Rat · Cyrano de Bergerac · De Schone van Boskoop · Daens · Damiaan · Dirty Dancing · Doe Maar! · Domino · Doornroosje · Dracula · Drood · Elisabeth · Evita · Fame · De Finale · Flashdance · Foxtrot · Goodbye, Norma Jeane · Grease · Hair · High School Musical · De Jantjes · Jeanne d'Arc · Jekyll & Hyde · Jersey Boys · Jesus Christ Superstar · Kadanza · De kleine zeemeermin · Koning van Katoren · Kruimeltje · Kuifje: De Zonnetempel · Kunt u mij de weg naar Hamelen vertellen, mijnheer? · The Last Five Years · Lelies · The Lion King · The Little Mermaid · Love Story · Lover of Loser · Mamma Mia! · De man van La Mancha · Marie-Antoinette · Mary Poppins · Les Misérables · Miss Saigon · Muerto! · De Muze van Rubens · My Fair Lady · On Your Feet! · Op hoop van Zegen · Oorlogswinter · The Passion · Pauline & Paulette · The Phantom of the Opera · Pinokkio · Red Star Line · Rembrandt · Robin Hood · Romeo en Julia, van Haat tot Liefde · De Rozenoorlog · Rubens · Shhh...it happens! · Shrek · Soldaat van Oranje · Spring Awakening · De sprookjesmusical Klaas Vaak · Sneeuwwitje · The Sound of Music · Tarzan · Titanic · Turks fruit · Urinetown · De Vliegende Hollander · Wat Zien Ik?! · Wicked · The Wild Party · The Wiz · Wickie de viking de musical
    Portaal Musical